# モニラリア
モニラリアは、ハマミズナ科に属する多肉植物。原産地は 南アフリカのケープ州。

## 概要
日本では近年になって、観葉植物として定着している。本葉がうさぎの耳のように見えることから、日本ではうさぎの耳、うさみみという名称で親しまれている。葉の大きさは最大20cmを越すものもある。また、モニラリアというと単にモニラリア属の総称でありモニラリア・オブコニカ、モニラリア・モニリフォルミス、モニラリア・ピシフォルミス などの種類がある。